# نورت ماساپکوآ (نیویورک)
نورت ماساپکوآ (به انگلیسی: North Massapequa) یک منطقهٔ مسکونی در ایالات متحده آمریکا است که در شهرستان نساو، نیویورک واقع شده‌است. نورت ماساپکوآ ۷٫۸ کیلومتر مربع مساحت و ۱۷٬۸۸۶ نفر جمعیت دارد و ۱۴ متر بالاتر از سطح دریا واقع شده‌است.